# Haiku (Hawaï)
Haiku est un secteur non constitué en municipalité de l’État d'Hawaï dans le comté de Maui, aux États-Unis.